# Marat Khaydarov
Marat Khaydarov (* 19. Juli 1990) ist ein usbekischer Zehnkämpfer.

## Sportliche Laufbahn
Erste internationale Erfahrungen sammelte Marat Khaydarov bei den Jugendweltmeisterschaften 2007 in Ostrava, bei denen er mit 5063 Punkten den 21. Platz belegte. 2009 erreichte er bei den Asienmeisterschaften in Guangzhou mit 6769 Punkten Rang fünf und wurde bei den Asienspielen 2014 in Incheon mit 7073 Punkten Achter. 2015 belegte er bei den Asienmeisterschaften in Wuhan mit 6159 Punkten Platz fünf und gewann bei den Hallenasienmeisterschaften 2016 in Doha mit 5619 Punkten die Bronzemedaille hinter dem Japaner Akihiko Nakamura und Hu Yufei aus China. Auch bei den Asian Indoor & Martial Arts Games 2017 in Aşgabat gewann er mit 5018 Punkten im Hallensiebenkampf die Bronzemedaille hinter dem Saudi Mohammed Jasem al-Qaree und Sutthisak Singkhon aus Thailand. Bei den Asienmeisterschaften 2019 in Doha gelangte er mit 6223 Punkten auf Rang sechs.
2014 wurde Khaydarov usbekischer Meister im 110-Meter-Hürdenlauf sowie 2016 Hallenmeister über 60 Meter Hürden.

## Persönliche Bestleistungen
- Zehnkampf: 7073 Punkte: 1. Oktober 2014 in Incheon
  - Siebenkampf (Halle): 5619 Punkte: 21. Februar 2016 in Doha